# 2-04-40
2-04-40 — типовий проєкт дитячого садка на 125 дітей, розроблений інститутом «Гипрогор» (Москва) у 1958 році. Архітектори А. Масєєва та Л. Шатуновська. Будівлі за проєктом зведені в Росії, Україні та Білорусі.

## Опис
Являє собою цегляну або з цегляних бльоків двоповерхову будівлю з П-подібним планом. Розміри 27×15,4 м. На одному довгому фасаді з боків ризаліти глибиною 2 м та шириною по 7 м або 2 вікна, між ними по 7 вікон на поверсі, на першому поверсі посередині вхід. На коротких фасадах по 4 вікна на поверсі, між одним вікном і трьома проміжок, на другому поверсі балкон з виходом з одного з трьох вікон з боку проміжку, три вікна в сторону ризалітів. На іншому довгому фасаді 9 вікон, згруповані 2—5—2, на першому поверсі другий вхід. Підвал. Ширини вікон 1, 1,2 і 1,6 м, висота 1,8 м. На другому поверсі під вікнами ризалітів та від двома вікнами довгої фасади облаштовані полиці для квітників.
Корисна площа 653 м². Висота цоколю 0,95 м, висота до карнизу 8,16 м, висота до гребня даху 11,87 м. Висота поверхів по 3,3 м або 2,96 від підлоги до стелі.

## Світлини

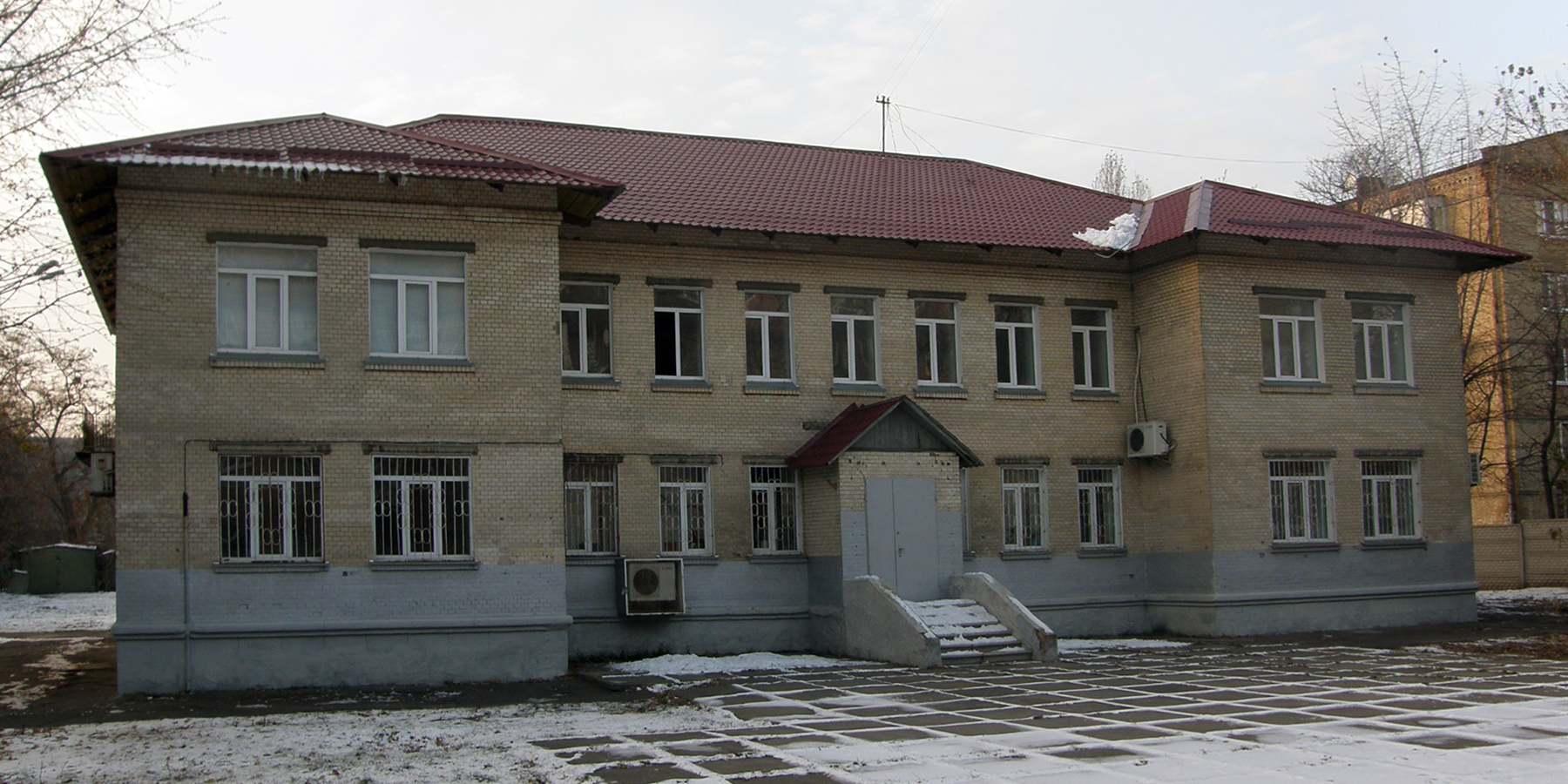
Київ, Дарниця, дитячо-юнацька хореографічна студія «Щасливе дитинство», колишній будинок піонерів Дарницького району
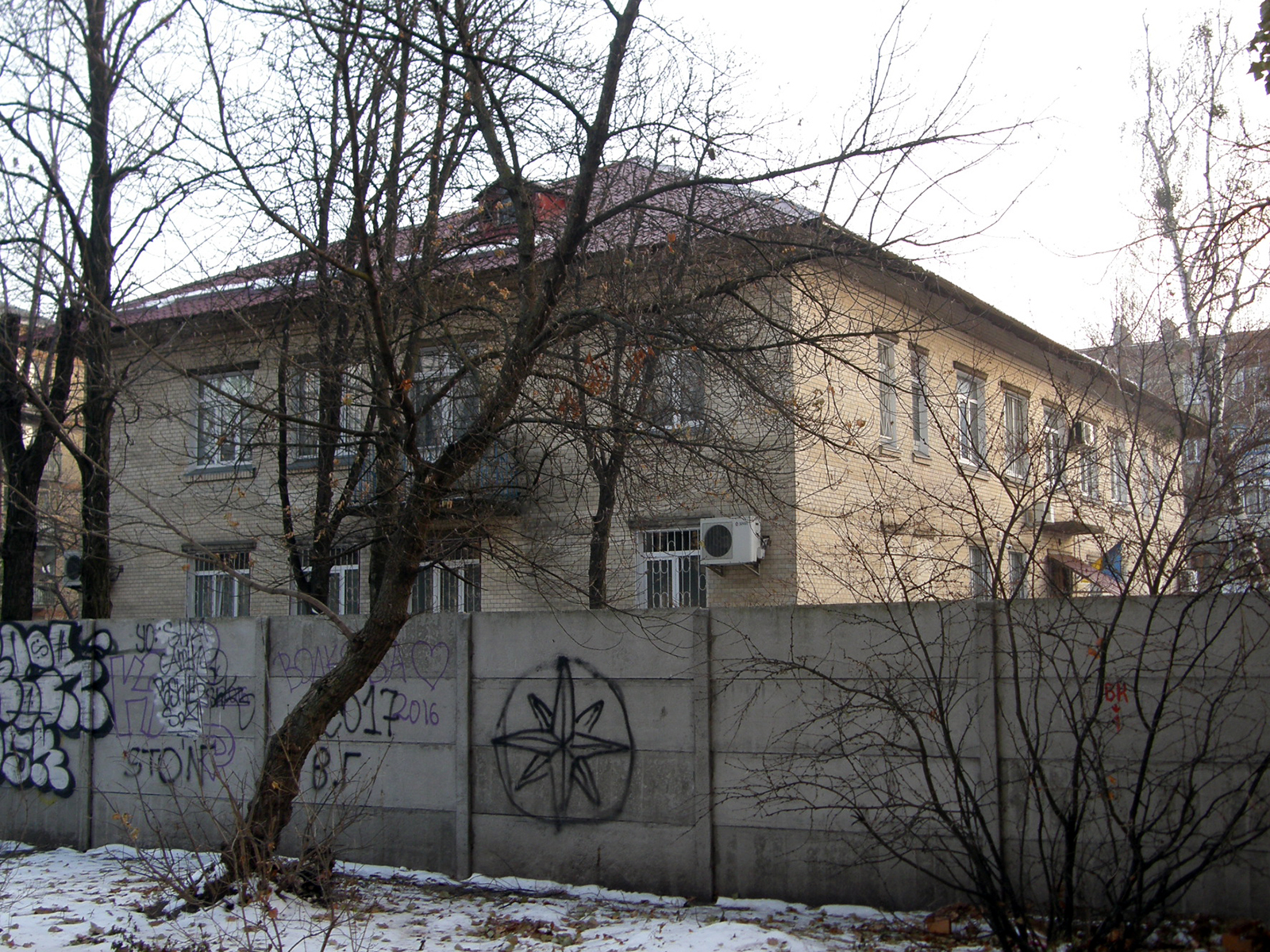
дитячо-юнацька хореографічна студія «Щасливе дитинство»
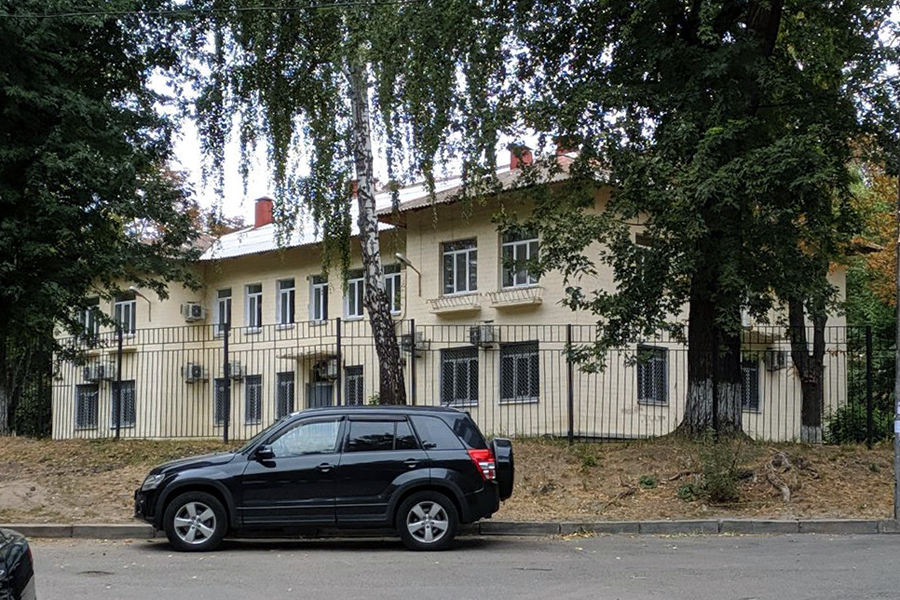
Київ, Чоколівка, Управління освіти Солом'янської РДА (вул. Лондонська, 12)